# ديفانج باتيل
ديفانج باتيل (بالإنجليزية: Devang Patel)‏ مغني وممثل ومغني راب وكاتب أغاني وراقص ومنتج أفلام ومخرج أفلام وممثل موسيقى هندي.

## روابط خارجية
- ديفانج باتيل على موقع IMDb (الإنجليزية)
- ديفانج باتيل على موقع ميوزك برينز (الإنجليزية)
- ديفانج باتيل على موقع ديسكوغز (الإنجليزية)

- موقع Devang Patel الرسمي
- ديفانج باتيل في قاعدة بيانات الأفلام على الإنترنت
- Devang Patel في Bollywood Hungama